# هیدوگ‌آردو
هیدوِگ‌آردو (به مجاری:  Hidvégardó) یک منطقهٔ مسکونی در مجارستان است که در ناحیه ادلنی واقع شده‌است.